# Plug (verbinding)

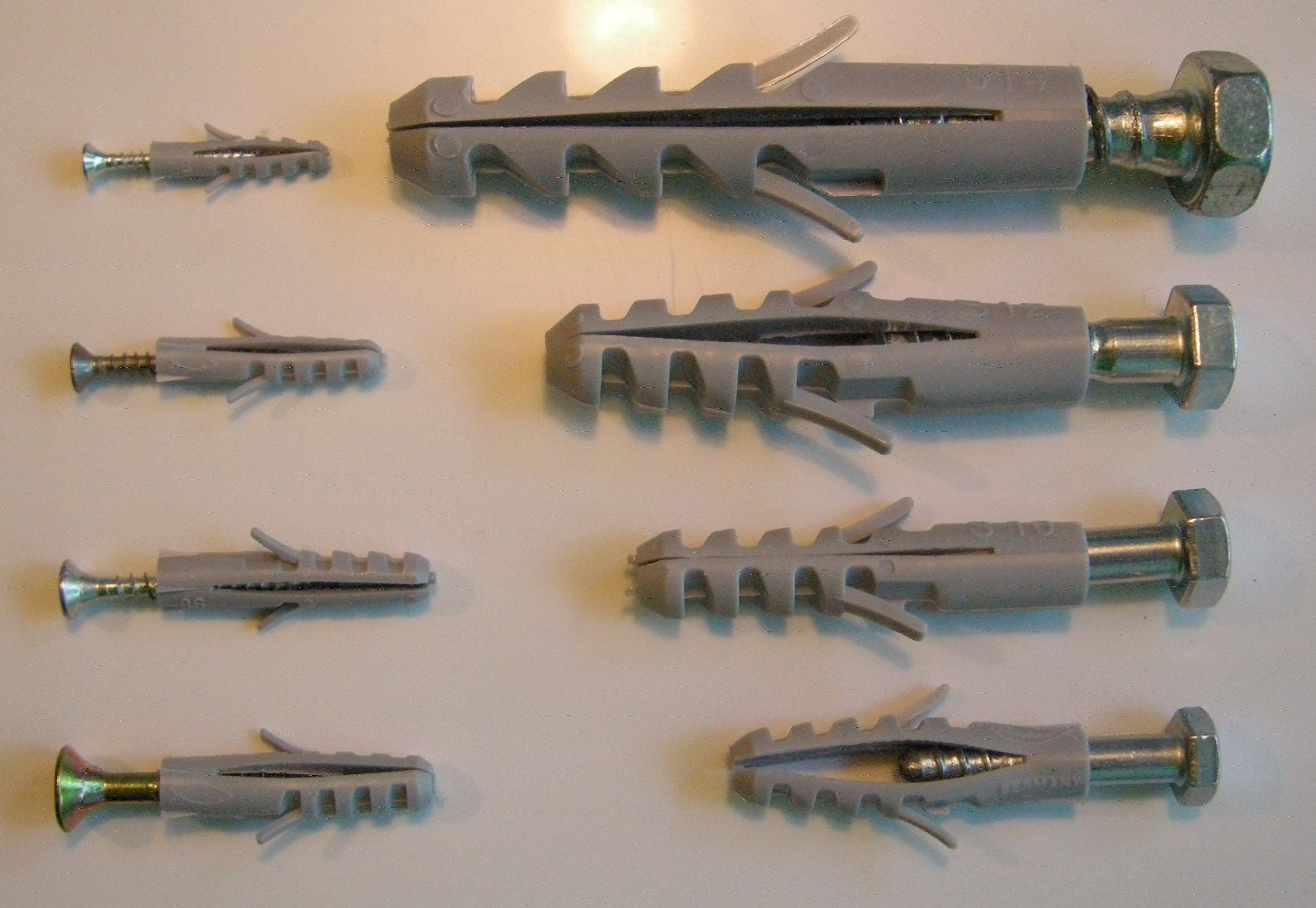
Acht nylon pluggen in verschillende maten van 4 tot 14 mm

Een plug is een hulpmiddel dat gebruikt wordt bij het aan elkaar bevestigen van een object aan een niet-elastisch materiaal. Pluggen worden aangebracht in een precies passend gat in het niet-elastische materiaal. Om een verbinding tot stand te brengen, wordt meestal een schroef gebruikt die in de desbetreffende plug wordt aangebracht. Wanneer de plug zelf de verbindingsbrug tussen twee objecten is, spreken we van een deuvelverbinding.

## Principe
Zelfs als er wordt voorgeboord, is het moeilijk om schroeven in niet-elastische materialen te draaien. Door een groter gat te maken en daar een elastische plug in te doen, kan de schroef wel worden ingebracht. Tijdens het indraaien van de schroef neemt de diameter van de plug toe en klemt deze zich vast in het gat. Dit werkt alleen als de diameters van gat en plug aan elkaar gelijk zijn.

## Versies

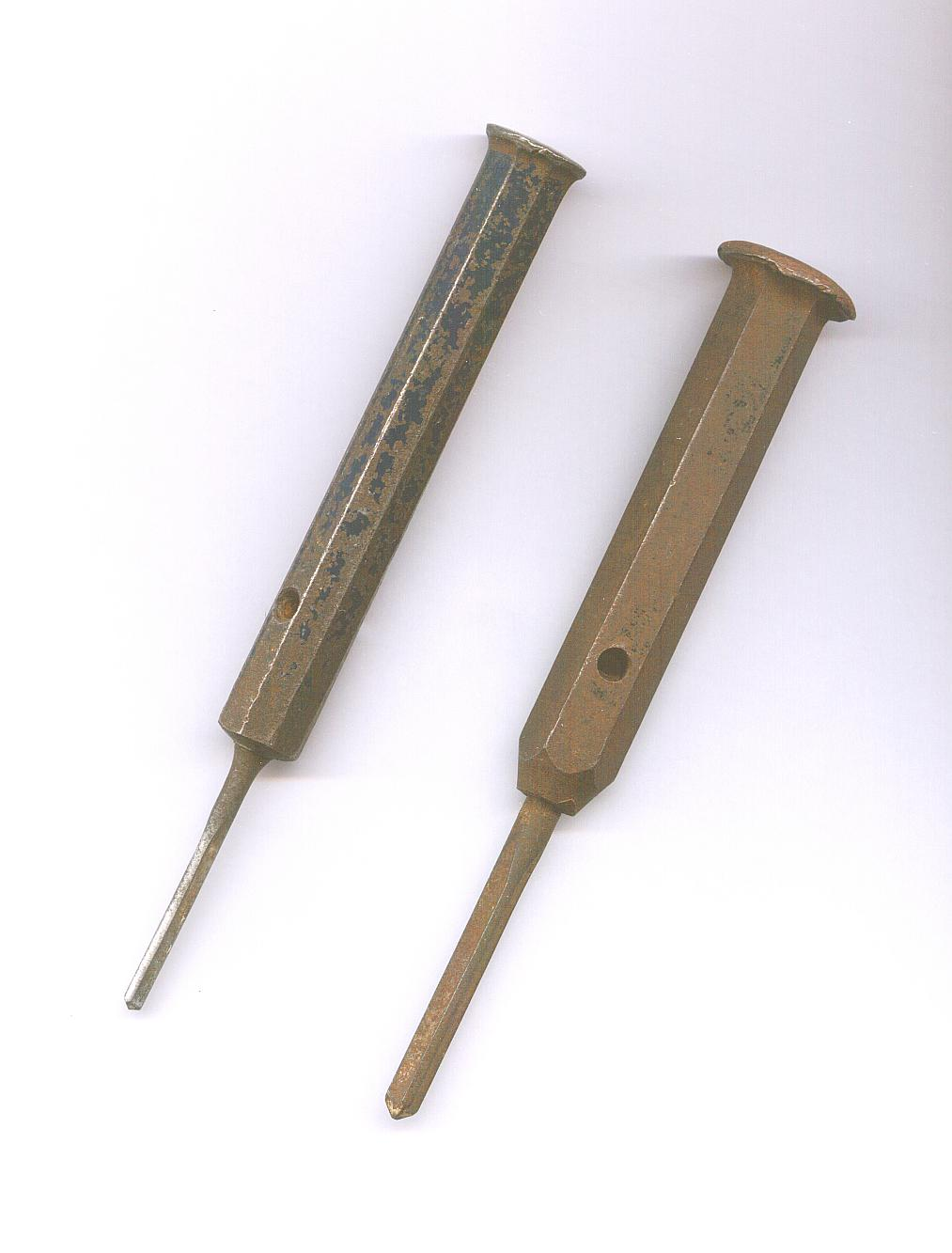
Rawlplugbeitels

### Vezelplug
In 1911 vond John Joseph Rawlings de vezelplug uit en bracht hem onder de naam rawlplug in Engeland op de markt. Deze plug is gemaakt van geperste natuurlijke vezels en is de voorloper van de kunststof uitvoeringen. Vroeger werd het gat voor de rawlplug gemaakt met een rawlplugbeitel.

### Kunststofplug
Deze plug, in 1958 gepatenteerd door uitvinder Artur Fischer, is de opvolger van de vezelplug en is er in veel uitvoeringen. De basisuitvoering bestaat uit een buisvormig deel met daaraan twee helften die een conische binnenruimte hebben, zodat de ingedraaide schroef beide delen uiteen drijft.

## Varianten

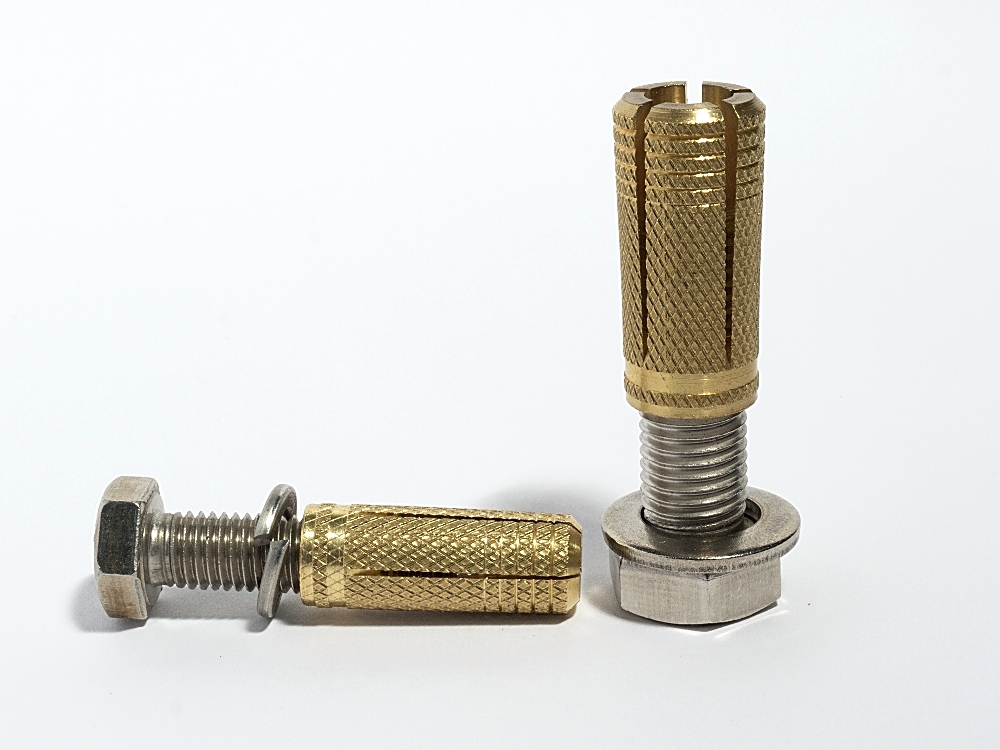
Keilbouten

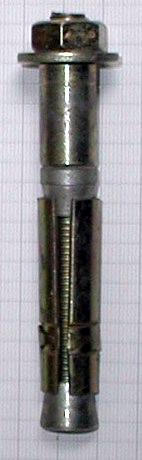
Keilbout

### Metalen plug
Ook metalen pluggen zijn er in verschillende uitvoeringen.
- Een keilbout is een metalen plug, die bestaat uit een draadeind met een conische, vierkante kop of een conische moer met daaromheen twee half- of vier kwartronde stalen vleugels die door een dunne verende staaldraad bijeen worden gehouden. Op de bevestigingszijde is een gewone moer (vaak met ring) gedraaid. Als het geheel in het gat wordt gestoken en de gewone moer wordt aangedraaid, dan trekt de vierkante kop of de conische moer zich tussen de vleugels zodat deze zich spreiden en zich vastklemmen in het gat. Afgebeeld is een moderne uitvoering. Keilbouten zijn een uitvinding uit 1906 van de firma Eiffe un Fehr uit Hamburg. [1]
- De "Red Head" is een combinatie van een betonboor en een plug. Aan de ene kant van de plug zit een afbreekbare kop die in een speciale houder past en aan de andere kant is een krans van tanden geslepen waarmee geboord kan worden. In de plug zit schroefdraad. Eerst boort men met de plug een gat, daarna trekt men de plug uit het gat en plaatst men een rode conische plug in het gat van de tandkrans. Vervolgens wordt de plug weer in het gat gestoken en wordt met de slaghamer verder geboord. Vanwege de conische plug zet de plug zich klem in het gat, waarna de kop van de plug wordt afgebroken en de schroefdraad binnenin vrij komt. Daar past dan weer een bout in.

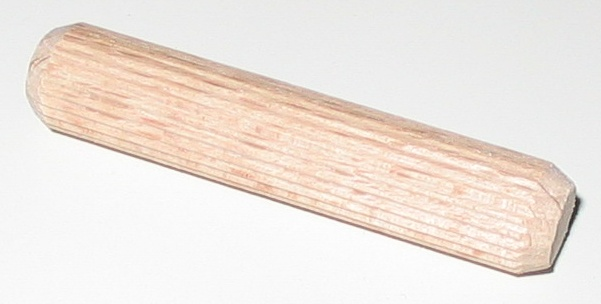
Deuvel

### Houtplug of deuvel
Bij een houtplug worden eerst gaten gemaakt in beide delen die aan elkaar vastgemaakt moeten worden. De houtplug hoort enigszins klem in beide gaten te zitten. Eventueel kan nog wat houtlijm worden gebruikt. Bij veel doe-het-zelf pakketten zijn de gaten al voorgeboord.

### Chemisch anker
Het chemische anker is strikt genomen geen plug maar bestaat uit een glazen ampul met daarin twee van elkaar gescheiden reservoirs met chemische substanties die tezamen een twee-componentenmassa vormen. In het steen of beton wordt een gat geboord ter grootte van deze ampul, waarna deze er in wordt gebracht. Het bijgeleverde stalen draadeind wordt er vervolgens ingedraaid en in de juiste positie gebracht. Uit de verwoeste ampul vloeien de twee componenten samen en vormen een uithardende substantie waarin het draadeind verankerd wordt. Deze plugvariant is het sterkst belastbaar.
Behalve in capsules zijn chemische ankers ook als tweecomponenten injectiemortels beschikbaar, die met behulp van een kitpistool kunnen worden geïnjecteerd in het geboorde gat. Hierin zijn 3 formuleringen te onderscheiden: polyester injectieankers (beperkte belastbaarheid, met name geschikt voor zachtere materialen zoals steen en kalkzandsteen, vinylester injectieankers voor hoge belastbaarheid en pure epoxies voor extreme belastbaarheid. Kenmerkend voor alle chemische ankers is dat deze niet onmiddellijk belastbaar zijn zoals bij stalen ankers, maar onbelast moeten blijven totdat het anker volledig is uitgehard. Deze uithardingstijd is afhankelijk van de gekozen formulering, temperatuur en externe omstandigheden zoals vocht.

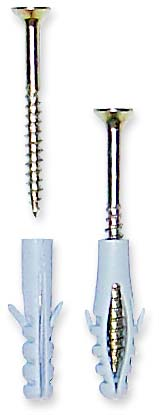
Schroeven met plastic pluggen

## Diameters
Voorgestelde combinaties van diameters:
| Diameter van plug en boor | Diameter van schroef |
| ------------------------- | -------------------- |
| 4 mm                      | 2-2,5 mm             |
| 5 mm                      | 3-4 mm               |
| 6 mm                      | 4-5 mm               |
| 7 mm                      | 4-6 mm               |
| 8 mm                      | 5-7 mm               |
| 10 mm                     | 6-8 mm               |
| 12 mm                     | 8-10 mm              |
| 14 mm                     | 10-12 mm             |